# 26-os busz (Zalaegerszeg)
A zalaegerszegi 26-os jelzésű autóbusz Autóbusz-állomás és Ebergény, tűzoltószertár között közlekedik. A vonalat a Volánbusz üzemelteti.

## Útvonala
| Ebergény, tűzoltószertár felé | Autóbusz-állomás felé |
| --- | --- |
| Autóbusz-állomás vá. – Balatoni út – Rákóczi Ferenc utca – Gasparich Márk utca – Egerszeghegyi út – Nagy Csarit utca – Ebergény, tűzoltószertár vá. | Ebergény, tűzoltószertár vá. – Nagy Csarit utca – Egerszeghegyi út – Gasparich Márk utca – Platán sor – Göcseji út – Hunyadi János utca – Kosztolányi Dezső – Kovács Károly tér – Balatoni út – Autóbusz-állomás vá. |

## Megállóhelyei
| 0  | Autóbusz-állomás végállomás                            | 20 | 1A, 2, 2A, 2Y, 5, 5C, 5Y, 9E, 10E, 24, 30, 30A, 30C, 41, C5                     |
| 3  | Kazinczy tér                                           | ∫  | 1, 1A, 1E, 1U, 1Y, 10, 10C, 10E, 10Y, 24, 30, 30C, C2                           |
| 4  | Zrínyi Gimnázium                                       | ∫  | 1, 1A, 1E, 1U, 1Y, 10, 10C, 10Y, 11, 11A, 11Y, 24                               |
| 5  | Olai templom (Interspar)                               | ∫  | 1, 1A, 1E, 1U, 1Y, 10, 10C, 10E, 10Y, 11, 11A, 11Y, 24                          |
| ∫  | Kovács Károly tér                                      | 19 | 1, 1E, 1U, 1Y, 3, 3C, 3Y, 5, 5C, 5U, 5Y, 8, 9, 9U, 10, 10C, 10Y, 30, 41, C2, C5 |
| ∫  | Önkiszolgáló étterem                                   | 17 | 1, 1E, 1U, 1Y, 3, 3Y, 4, 5U, 8, 9U, 10, 10C, 10Y, 30, 41, C2                    |
| ∫  | Hunyadi utca                                           | 16 | 1, 1E, 1U, 1Y, 3, 3Y, 5U, 8, 9U, 10, 10C, 10Y, 30, 30A, 30C, 41                 |
| ∫  | Éva presszó                                            | 14 | 8, 8E, 10, 10C, 10Y, 11, 11A, 11Y, 30, 30A, 30C, 48, C1, C2, C4                 |
| 7  | Gasparich utca 16. (↓) Platán sor - Gasparich utca (↑) | 12 | 10, 10C, 10E, 10Y, 11, 11A, 11Y, 48, C1, C4                                     |
| 9  | Ganz Ábrahám Szakközépiskola                           | 10 | 10E                                                                             |
| 10 | Gasparich utca - Landorhegyi út                        | 9  | 10C, C4                                                                         |
| 12 | Egerszeghegy, Ezüstfenyő                               | 7  |                                                                                 |
| 14 | Egerszeghegy, Panoráma panzió                          | 5  |                                                                                 |
| 16 | Egerszeghegy, közkút                                   | 3  |                                                                                 |
| 18 | Egerszeghegy, Gógánforduló                             | 2  |                                                                                 |
| 19 | Ebergény, Nagycsarit utca 2.                           | 1  |                                                                                 |
| 20 | Ebergény, tűzoltószertár végállomás                    | 0  |                                                                                 |